# Primo ministro dell'Irlanda del Nord (1921-1972)
Il Primo ministro dell'Irlanda del Nord (in inglese: Prime Minister of Northern Ireland) era de facto il capo del governo dell'Irlanda del Nord creato dal Government of Ireland Act del 1920. L'ufficio è esistito dal 7 giugno 1921 al 30 marzo 1972 (a esso seguì la Direct rule di Londra) passando sotto la supervisione dell'Ufficio per l'Irlanda del Nord e del Segretario di Stato per l'Irlanda del Nord.

## Storia

### Istituzione della carica
La nuova carica di governatore (in inglese: Governor) non esisteva ancora poiché non era prevista dall'originale Government of Ireland Act 1920. La posizione è stata creata solo tramite una dichiarazione aggiuntiva. Fino alla costituzione nel 1922, il Lord luogotenente d'Irlanda ha ricoperto questa carica a titolo provvisorio. Tuttavia, il governatore dell'Irlanda del Nord, simile a un governatore generale nel sistema di Westminster come il Canada, decise di nominare un presidente per il Comitato esecutivo del Consiglio privato per l'Irlanda del Nord, sebbene questa funzione non fosse sancita da alcuna legge o statuto. Al titolare venne conferito il titolo di Primo ministro per creare un parallelo con il Primo ministro del Regno Unito. Su consiglio del nuovo primo ministro, il governatore (il Governatore dell'Irlanda del Nord) creò il Dipartimento del Primo ministro.
Il Government of Ireland Act ha costituito la base per la nomina del presidente del Comitato esecutivo del Consiglio privato. Non fu necessaria alcuna risoluzione parlamentare per ciò. In teoria, il Comitato esecutivo e il suo Primo ministro non erano responsabili nei confronti della Camera dei comuni dell'Irlanda del Nord. In realtà, tuttavia, il governatore ha nominato il leader del partito, il cui partito aveva la maggioranza nella Camera dei comuni, per formare un governo. A causa del dominio del Partito Unionista dell'Ulster, questo è sempre stato il leader dell'UUP.
Dal 1920 al 1922 il primo ministro risiedette a Cabin Hill che fu poi trasformata in una scuola. Dopo il 1922 venne usato il Castello di Stormont. Tuttavia, alcuni primi ministri scelsero di rimanere a Stormont House, la residenza inutilizzata del presidente della Camera dei Comuni. Tutti e sei i primi ministri dell'Irlanda del Nord erano membri dell'Ordine di Orange.

### Fine dell'autonomia
Nel 1972, sulla scia dell'escalation del conflitto nordirlandese vari gruppi (da parte dei nazionalisti irlandesi, soprattutto l'IRA, da parte degli unionisti, ad esempio l'Ulster Defence Association), uccisero molti civili. A marzo il governo britannico sciolse il Parlamento dell'Irlanda del Nord e l'Irlanda del Nord venne governata da Londra da un ministro dell'Irlanda del Nord a partire dal 24 marzo (Direct rule).

## Nuovo inizio
Con l'accordo di Belfast, nel 1998 è stato istituito l'ufficio del Primo ministro dell'Irlanda del Nord. A differenza di un governo guidato da una maggioranza parlamentare, il potere di governo è suddiviso in un governo di tutti i partiti basato sul principio della consociazione.

## Primi ministri
| Immagine | Nome (Nascita–Morte)               | Mandato                                  | Partito | Partito | Governo          |
| -------- | ---------------------------------- | ---------------------------------------- | ------- | ------- | ---------------- |
|          | James Craig (1871–1940)            | 7 giugno 1921 – 24 novembre 1940 (morto) |         | UUP     | Craig            |
|          | John Miller Andrews (1871–1956)    | 27 novembre 1940 – 1º maggio 1943        |         | UUP     | Andrews          |
|          | Basil Brooke (1888–1973)           | 1º maggio 1943 – 25 marzo 1963           |         | UUP     | Brooke           |
|          | Terence O'Neill (1914–1990)        | 25 marzo 1963 – 1º maggio 1969           |         | UUP     | O'Neill          |
|          | James Chichester-Clark (1923–2002) | 1º maggio 1969 – 23 marzo 1971           |         | UUP     | Chichester-Clark |
|          | Brian Faulkner (1921–1977)         | 23 marzo 1971 – 30 marzo 1972            |         | UUP     | Faulkner         |